# Calotomus japonicus
Calotomus japonicus là một loài cá biển thuộc chi Calotomus trong họ Cá mó. Loài này được mô tả lần đầu tiên vào năm 1840.

## Từ nguyên
Từ định danh của loài được đặt theo tên của nơi mà mẫu định danh được tìm thấy, vùng biển Nhật Bản.

## Phạm vi phân bố và môi trường sống
C. japonicus có phạm vi phân bố ở Tây Bắc Thái Bình Dương. Loài này được ghi nhận từ vùng biển phía nam Nhật Bản (bao gồm quần đảo Ogasawara) và Hàn Quốc trải dài xuống phía nam đến đảo Đài Loan.
C. japonicus sống gần rạn san hô và mỏm đá ngầm ở vùng nước ven bờ, nhất là những nơi có nhiều cỏ biển, độ sâu khoảng từ 3 đến 20 m.

## Mô tả
C. japonicus có chiều dài cơ thể tối đa được biết đến là 39 cm. C. japonicus có thân thuôn dài, hình bầu dục; vây đuôi hơi bo tròn ở cả hai giới. C. japonicus có màu nâu đỏ (cá cái) hoặc màu xanh lam xám (cá đực). Cá đực có màu đỏ ở vùng mõm và vây đuôi. Cá cái có các hàng chấm trắng ở trên thân trên và nhiều chấm li ti sáng màu trên vảy (đều không có ở cá đực). Có một đốm đen ở màng gai vây lưng đầu tiên.
Số gai vây lưng: 9; Số tia vây ở vây lưng: 10; Số gai vây hậu môn: 3; Số tia vây ở vây hậu môn: 9–10; Số đốt sống: 25.

## Sinh thái học
Thức ăn của C. japonicus có lẽ là tảo. C. japonicus là một loài lưỡng tính tiền nữ (cá đực là từ cá cái biến đổi giới tính mà thành). Ở Nhật, mùa sinh sản của C. japonicus kéo dài từ tháng 7 đến tháng 10, nhưng hoạt động sinh sản diễn ra cao điểm vào khoảng tháng 7 và tháng 8. Tuổi thọ lớn nhất được ghi nhận ở cả hai giới của loài này là 8 năm tuổi.

## Thương mại
C. japonicus là một loài cá rạn san hô quan trọng về mặt thương mại ở miền nam Nhật Bản. Chúng cũng được bán trong các chợ cá tại Đài Loan.